# Turbonilla
Turbonilla är ett släkte av snäckor som beskrevs av Risso 1826. Turbonilla ingår i familjen Pyramidellidae.

## Dottertaxa tillTurbonilla, i alfabetisk ordning[1][2]
- Turbonilla abreojensis
- Turbonilla abrupta
- Turbonilla acra
- Turbonilla adusta
- Turbonilla aepynota
- Turbonilla aequalis
- Turbonilla alarconi
- Turbonilla alaskana
- Turbonilla alfredi
- Turbonilla almejasensis
- Turbonilla almo
- Turbonilla anira
- Turbonilla antestriata
- Turbonilla aragoni
- Turbonilla aresta
- Turbonilla aripana
- Turbonilla asuncionis
- Turbonilla attrita
- Turbonilla aurantia
- Turbonilla auricoma
- Turbonilla azteca
- Turbonilla baegerti
- Turbonilla bakeri
- Turbonilla barcleyensis
- Turbonilla barkleyensis
- Turbonilla bartolomensis
- Turbonilla belotheca
- Turbonilla burchi
- Turbonilla bushiana
- Turbonilla buteonis
- Turbonilla buttoni
- Turbonilla cabrilloi
- Turbonilla callia
- Turbonilla callimene
- Turbonilla campanellae
- Turbonilla canadensis
- Turbonilla canfieldi
- Turbonilla carpenteri
- Turbonilla castanea
- Turbonilla castanella
- Turbonilla centrota
- Turbonilla ceralva
- Turbonilla chalcana
- Turbonilla chocolata
- Turbonilla clarinda
- Turbonilla clementina
- Turbonilla cochimana
- Turbonilla conoma
- Turbonilla conradi
- Turbonilla cookeana
- Turbonilla coomansi
- Turbonilla cornelliana
- Turbonilla corsoensis
- Turbonilla cortezi
- Turbonilla coyotensis
- Turbonilla crenata
- Turbonilla curta
- Turbonilla dalli
- Turbonilla delicata
- Turbonilla delmontana
- Turbonilla diegensis
- Turbonilla dinora
- Turbonilla domingana
- Turbonilla dora
- Turbonilla dracona
- Turbonilla edwardensis
- Turbonilla electra
- Turbonilla elegantissima
- Turbonilla elegantula
- Turbonilla emertoni
- Turbonilla encella
- Turbonilla engbergi
- Turbonilla enna
- Turbonilla eschscholtzi
- Turbonilla eucosmobasis
- Turbonilla eva
- Turbonilla excolpa
- Turbonilla exilis
- Turbonilla eyerdami
- Turbonilla fackenthallae
- Turbonilla franciscana
- Turbonilla francisquitana
- Turbonilla fulvocincta
- Turbonilla gabbiana
- Turbonilla gilli
- Turbonilla gloriosa
- Turbonilla gonzagensis
- Turbonilla grandis
- Turbonilla grippi
- Turbonilla guaicurana
- Turbonilla halibrecta
- Turbonilla halidoma
- Turbonilla halistrepta
- Turbonilla haycocki
- Turbonilla hecuba
- Turbonilla hemphilli
- Turbonilla hespera
- Turbonilla heterolopha
- Turbonilla histias
- Turbonilla hypolispa
- Turbonilla idothea
- Turbonilla ignacia
- Turbonilla ilfa
- Turbonilla ina
- Turbonilla incisa
- Turbonilla insularis
- Turbonilla interrupta
- Turbonilla ista
- Turbonilla jeffreysi
- Turbonilla jewetti
- Turbonilla johnsoni
- Turbonilla juani
- Turbonilla kaliwana
- Turbonilla kelseyi
- Turbonilla kincaidi
- Turbonilla kurtzii
- Turbonilla lactea
- Turbonilla laevis
- Turbonilla laminata
- Turbonilla lamna
- Turbonilla lara
- Turbonilla larunda
- Turbonilla lazaroensis
- Turbonilla lepta
- Turbonilla leta
- Turbonilla levis
- Turbonilla lituyana
- Turbonilla lordi
- Turbonilla lordii
- Turbonilla louiseae
- Turbonilla lucana
- Turbonilla lyalli
- Turbonilla macbridei
- Turbonilla macouni
- Turbonilla magdalinensis
- Turbonilla mariana
- Turbonilla marshalli
- Turbonilla mayana
- Turbonilla melea
- Turbonilla middendorffi
- Turbonilla middendorfi
- Turbonilla mighelsi
- Turbonilla miona
- Turbonilla mioperplicatulus
- Turbonilla morchi
- Turbonilla multicostata
- Turbonilla muricatoides
- Turbonilla myia
- Turbonilla nahuana
- Turbonilla nema
- Turbonilla nereia
- Turbonilla newcombei
- Turbonilla newcombiei
- Turbonilla nivea
- Turbonilla nonica
- Turbonilla nuttingi
- Turbonilla obeliscus
- Turbonilla obesa
- Turbonilla oregonensis
- Turbonilla pauli
- Turbonilla penascoencis
- Turbonilla pentalopha
- Turbonilla pequensis
- Turbonilla pericuana
- Turbonilla periscelida
- Turbonilla perlepida
- Turbonilla pesa
- Turbonilla pluto
- Turbonilla pocahontasae
- Turbonilla polita
- Turbonilla portoricana
- Turbonilla powhatani
- Turbonilla protracta
- Turbonilla pugetensis
- Turbonilla puncta
- Turbonilla punicea
- Turbonilla pupoides
- Turbonilla pusilla
- Turbonilla pyrrha
- Turbonilla rathbuni
- Turbonilla raymondi
- Turbonilla recta
- Turbonilla regina
- Turbonilla reticulata
- Turbonilla rhea
- Turbonilla ridgwayi
- Turbonilla riisei
- Turbonilla rinella
- Turbonilla rufa
- Turbonilla rufescens
- Turbonilla sanctorum
- Turbonilla santarosana
- Turbonilla scammonensis
- Turbonilla schmitti
- Turbonilla sebastiani
- Turbonilla serrae
- Turbonilla shuyakensis
- Turbonilla signae
- Turbonilla simpsoni
- Turbonilla sirena
- Turbonilla stelleri
- Turbonilla stillmani
- Turbonilla stimpsoni
- Turbonilla striatula
- Turbonilla stricta
- Turbonilla strongi
- Turbonilla styliformis
- Turbonilla stylina
- Turbonilla subulata
- Turbonilla sumneri
- Turbonilla superba
- Turbonilla swani
- Turbonilla talma
- Turbonilla taylori
- Turbonilla tecalo
- Turbonilla tenuicula
- Turbonilla textilis
- Turbonilla theona
- Turbonilla tolteca
- Turbonilla torquata
- Turbonilla toyatani
- Turbonilla tremperi
- Turbonilla tridentata
- Turbonilla typica
- Turbonilla ulloa
- Turbonilla unilirata
- Turbonilla valida
- Turbonilla vancouverensis
- Turbonilla weldi
- Turbonilla verrilli
- Turbonilla verrillii
- Turbonilla vexativa
- Turbonilla whiteavesi
- Turbonilla wickhami
- Turbonilla willetti
- Turbonilla virga
- Turbonilla virgata
- Turbonilla virginica
- Turbonilla virgo
- Turbonilla viridaria
- Turbonilla viscainoi
- Turbonilla vivesi
- Turbonilla wrightsvillensis
- Turbonilla yolettae